# پایین‌رفتن در لا-لالند
پایین‌رفتن در لا-لالند (انگلیسی: Going Down in LA-LA Land) یک فیلم در ژانر کمدی-درام به کارگردانی کاسپر آندریاس است که در سال ۲۰۱۱ منتشر شد. از بازیگران آن می‌توان به کاسپر آندریاس و پرز هیلتون اشاره کرد.